# Krisha
Pour plus de détails, voir Fiche technique et Distribution.
Krisha est un film dramatique américain réalisé par Trey Edward Shults en 2015. Le film sort au cinéma en sortie limitée en 2016.

## Synopsis
Krisha attend sa famille qu'elle n'a pas vu depuis dix ans pour un dîner de Thanksgiving. Lors du repas, le passé resurgit et détruit les festivités.

## Fiche technique
Sauf indication contraire, les informations mentionnées dans cette section peuvent être confirmées par la base de données cinématographiques IMDb,  présente dans la section « Liens externes ».
- Titre original : Krisha
- Réalisation : Trey Edward Shults
- Scénario : Trey Edward Shults
- Photographie : Drew Daniels
- Montage : Trey Edward Shults
- Musique : Brian McOmber
- Production : J.P. Castel et Jonathan R. Chan
- Sociétés de production : Hoody Boy Productions
- Société de distribution : A24 Films
- Pays d’origine : États-Unis
- Langue originale : anglais
- Format : couleur - 35 mm - 2.35:1 - Dolby numérique
- Genre : Film dramatique
- Durée : 83 minutes
- Dates de sortie :
- Première mondiale à South by Southwest : 16 mars 2015
- États-Unis : 18 mars 2016

## Distribution
- Krisha Fairchild : Krisha
- Robyn Fairchild : Robyn
- Chris Doubek : Dr. Becker
- Billie Fairchild : Grand mère
- Bill Wise (en) : Doyle
- Trey Edward Shults : Trey
- Olivia Grace Applegate : Olivia
- Bryan Casserly : Logan
- Victoria Fairchild : Vicky
- Atheena Frizzell : Atheena
- Augustine Frizzell : Augustine
- Chase Joliet : Chase
- Rose Nelson : Rose

## Distinctions

### Récompenses
- Gotham Independent Film Awards 2016 : Bingham Ray Breakthrough Director pour Trey Edward Shults
- National Board of Review Awards 2016 : Meilleur réalisateur débutant pour Trey Edward Shults
- New York Film Critics Circle Awards 2016 : Meilleur premier film